# الیزو فریرا مارسیانو
الیزو فریرا مارسیانو (به پرتغالی: Elizeu Ferreira Marciano) مدافع اهل برزیل است که در شهر سائوپائولو و در تاریخ ۲۱ اکتبر ۱۹۷۹ به دنیا آمده‌است.
الیزو فریرا مارسیانو در تیم‌های فوتبال Rio Branco سابقهٔ حضور دارد.